# Treynor-Blacks modell
Treynor-Blacks modell är en placeringsmodell för kapital som utvecklades år 1973 av Jack Treynor och Fischer Black. Modellen försöker bestämma den optimala kombinationen av passivt och aktivt förvalt kapital i en investeringsportfölj. När man fastställer den optimala fördelningen av tillgångar och tillgångsslag fokuserar modellen i första hand på värdepappers systematiska och osystematiska risk.
Formel för förväntad överavkastning:
{\displaystyle r_{i}=R_{F}+\beta _{i}(R_{M}-R_{F})+\alpha _{i}+\epsilon _{i}}